# Тюрк, Людвиг
Людвиг Тюрк (родился 22 июня 1810 года, умер 25 февраля 1868 года) — это австрийский невролог, физиолог и анатом, коренной житель Вены.
В 1836 году Людвиг Тюрк получил степень доктора медицины в Венском университете. В 1864 году он стал полным профессором этого университета.
Людвиг Тюрк известен своими пионерскими для того времени исследованиями анатомии центральной нервной системы, включая как головной, так и спинной мозг. Особенно интересовали Тюрка нервные волокна, их локализация, направления роста, механизмы повреждения и дегенерации.
В честь Людвига Тюрка названы некоторые эпонимы, в частности, так называемый «пучок Тюрка», он же «путь Тюрка» или «столбец Тюрка». Этот, впервые описанный им, нервный путь представляет собой небольшой пучок прямых (не перекрещивающихся) волокон в пирамидном пути. В современной медицинской литературе обычно используется общепринятая ныне международная анатомическая номенклатура, согласно которой этот пучок нервных волокон называется передний кортикоспинальный тракт. Тем не менее, в современной медицинской литературе термины «пучок Тюрка», «путь Тюрка» или «столбец Тюрка» до сих пор иногда используются как синонимы переднего кортикоспинального тракта, особенно в историческом контексте.
Во второй половине 1850-х годов Людвиг Тюрк, вместе с физиологом Иоганном Непомуком Чермаком (1828-1873) изобрели ларингоскоп и процедуру ларингоскопии. Среди студентов и помощников Тюрка в Вене были такие известные в дальнейшем отоларингологи, как Карл Штёрк (1832-1899), Леопольд фон Шрёттер (1837-1908) и Иоганн Шнитцлер (1835-1893).

## Некоторые избранные труды
- нем. Praktische Anleitung zur Laryngoskopie (Практическое руководство по ларингоскопии, 1860 год)
- Klinik der Krankheiten des Kehlkopfes und der Luftröhre, nebst einer Anleitung zum Gebrauche des Kehlkopfrachenspiegels und zur Lokalbehandlung der Kehlkopfkrankheiten (1866 год)
- Über Hautsensibilitätsbezirke der einzelnen Rückenmarksnervenpaare (Исследование распределения кожной иннервации отдельных пар спинномозговых корешковых нервов, 1869 год, в соавторстве с Карлом Ведлем (1815-1891))